# هنی پورتن
هنی پورتن (انگلیسی: Henny Porten؛ ۷ ژانویهٔ ۱۸۹۰ – ۱۵ اکتبر ۱۹۶۰) هنرپیشه و تهیه‌کننده اهل آلمان بود. وی بین سال‌های ۱۹۰۶ تا ۱۹۵۵ میلادی فعالیت می‌کرد.
از فیلم‌هایی که وی در آن نقش داشته است، می‌توان به کمدین‌ها و تاجر ونیزی اشاره کرد.